# Bourg-de-Bigorre
Bourg-de-Bigorre is een gemeente in het Franse departement Hautes-Pyrénées (regio Occitanie) en telt 182 inwoners (1999). De plaats maakt deel uit van het arrondissement Bagnères-de-Bigorre.

## Geografie
De oppervlakte van Bourg-de-Bigorre bedraagt 8,0 km², de bevolkingsdichtheid is 22,8 inwoners per km².

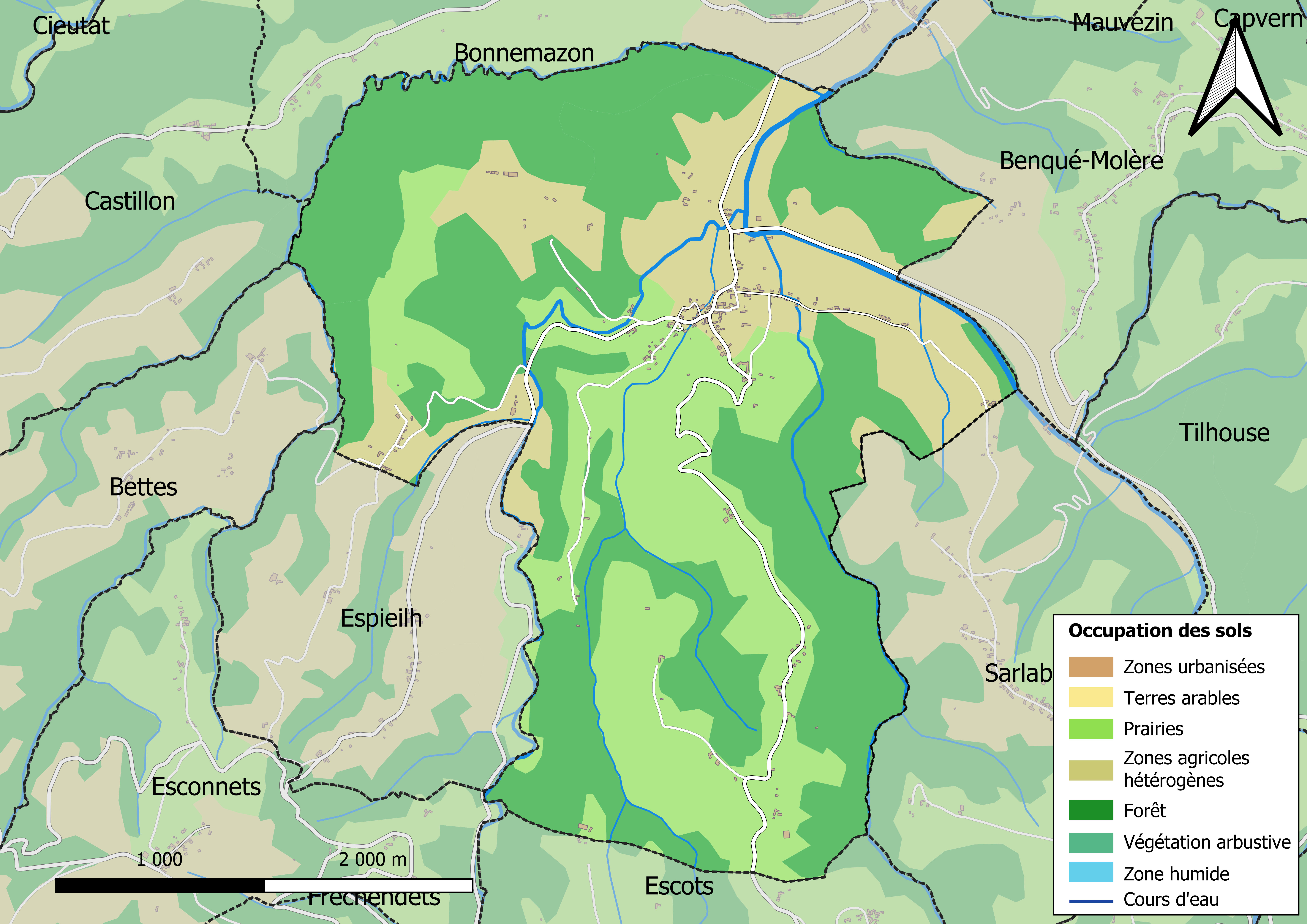
Kaart van de gemeente met belangrijkste infrastructuur, bodemgebruik en omliggende gemeenten

## Demografie
Onderstaande figuur toont het verloop van het inwonertal (bron: INSEE-tellingen).

1. ↑  Populations de référence 2022.